# Nemorilla xylosteana
Nemorilla xylosteana là một loài ruồi trong họ Tachinidae.